# 5-Aminoimidazol ribotida
5-Aminoimidazol ribotida ou 5'-fosforribosil-5-aminoimidazol é um intermediário na formação de purinas e a vitamina tiamina. Assim, é um intermediário na via da adenina, e é sintetizado a partir de 5'-fosforribosilformilglicinamidina pela AIR sintetase.